# Донковы
Донковы — деревня в Холмогорском районе Архангельской области.

## География
Находится в центральной части Архангельской области на расстоянии приблизительно 12 км на запад-северо-запад по прямой от села Емецк на правобережье реки Ваймуга.

## История
Отмечена была на карте уже только 1980-х годов. До 2022 года входила в Емецкое сельское поселение до его упразднения.

## Население
Численность населения: 2 человека (русские 100 %) в 2002 году, 3 в 2010.